# Diospyros montana
Espèce
Classification phylogénétique
Diospyros montana est une espèce de plante à fleurs de la famille des Ebenaceae originaire des Ghats occidentaux en Inde et du Sri-Lanka.

## Noms vernaculaires
Anglais : Mountain persimmon

## Description
C'est un petit arbre à feuilles caduques atteignant 15 m de haut.

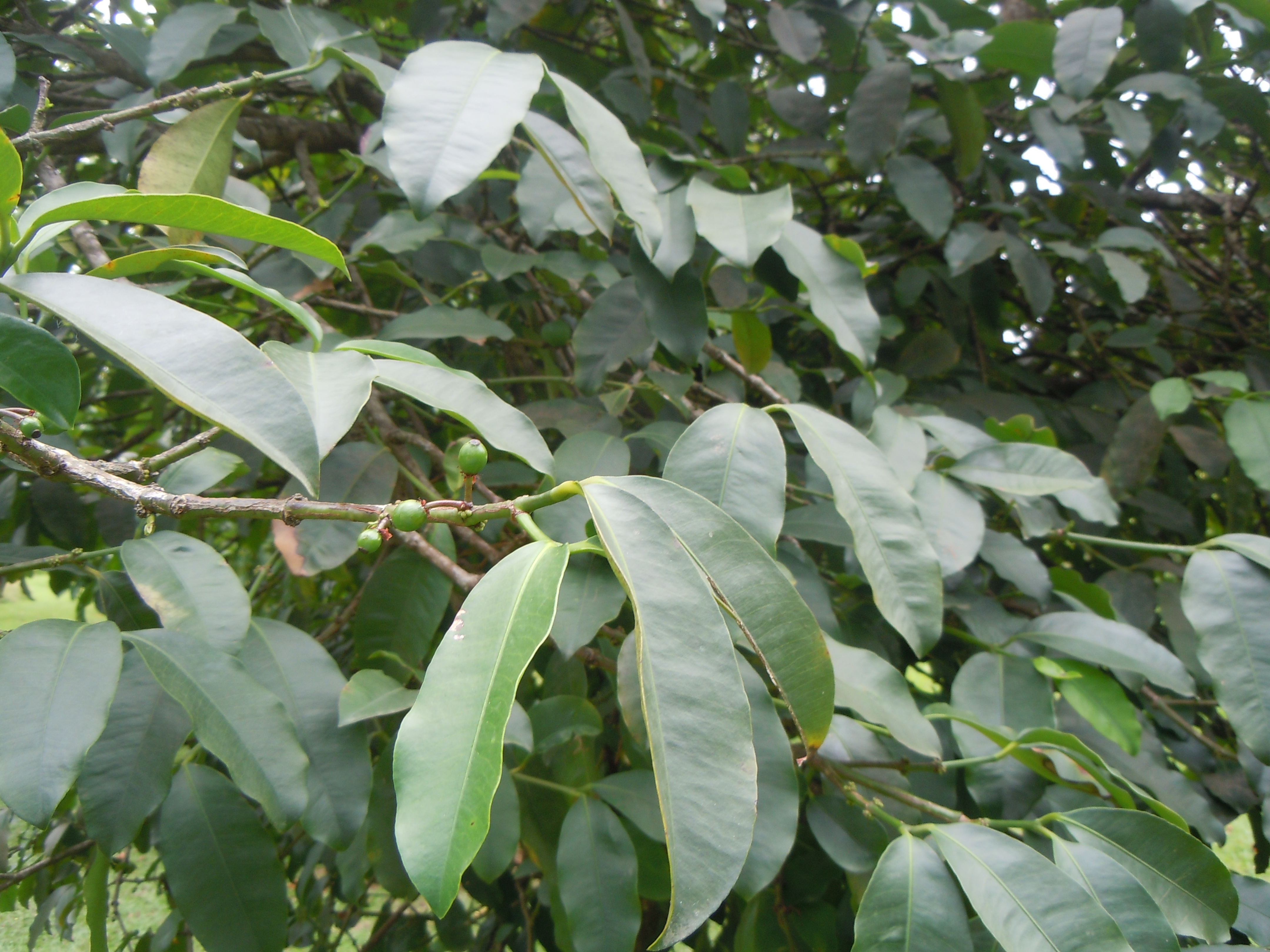
Feuillages et fruit en avril.
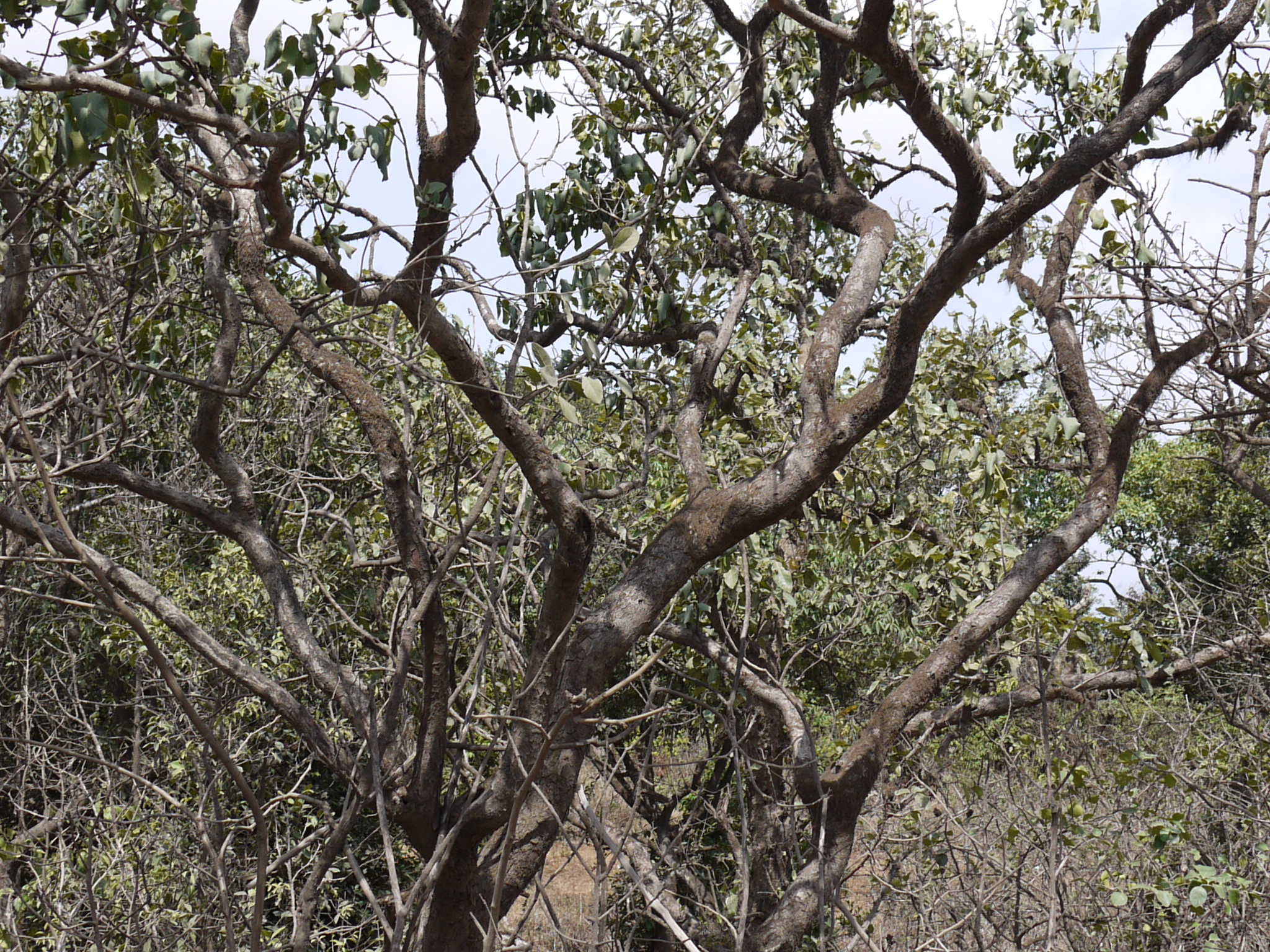
Vue de l'arbre en juin en Inde.
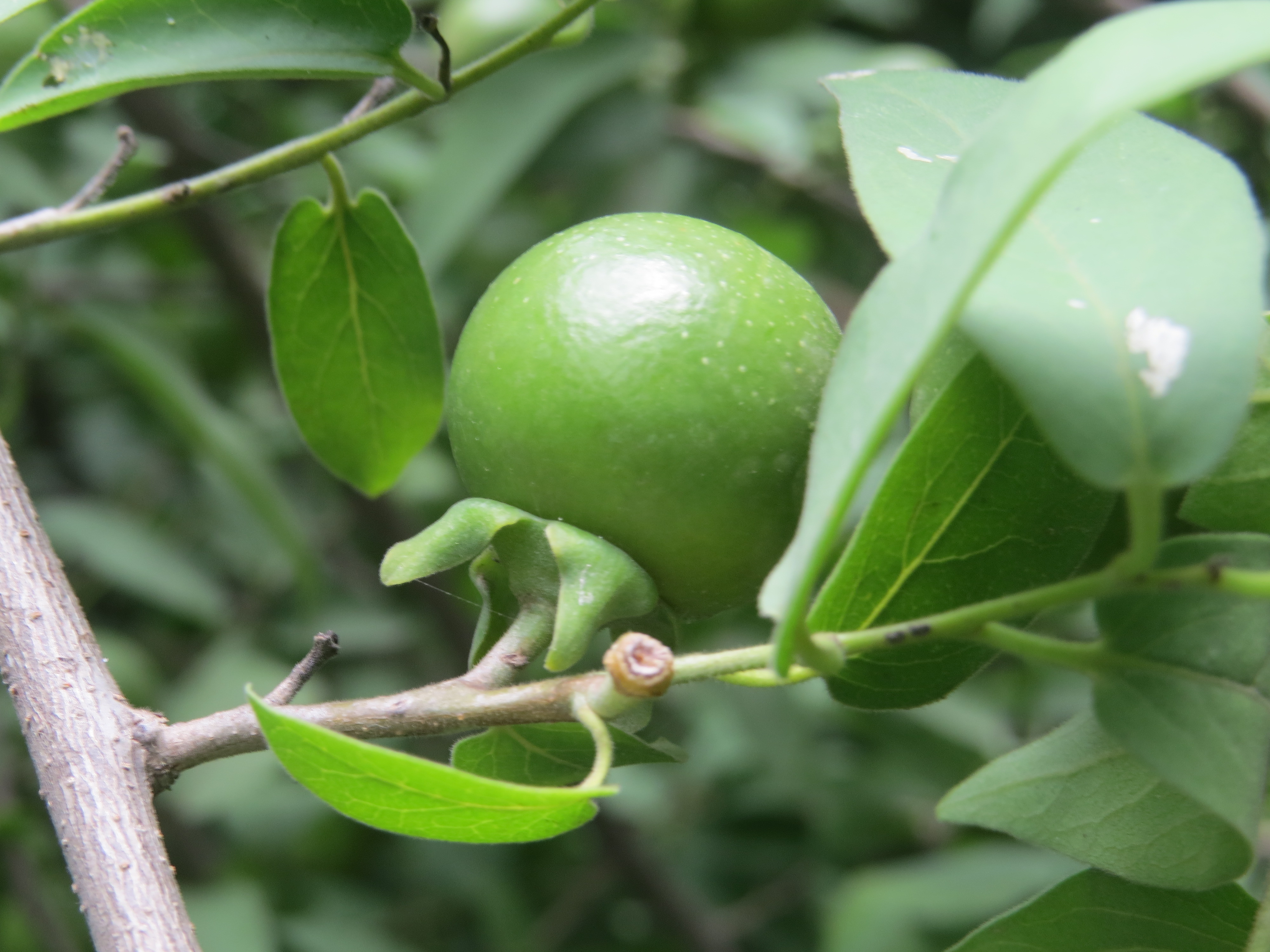
Fruits en août.
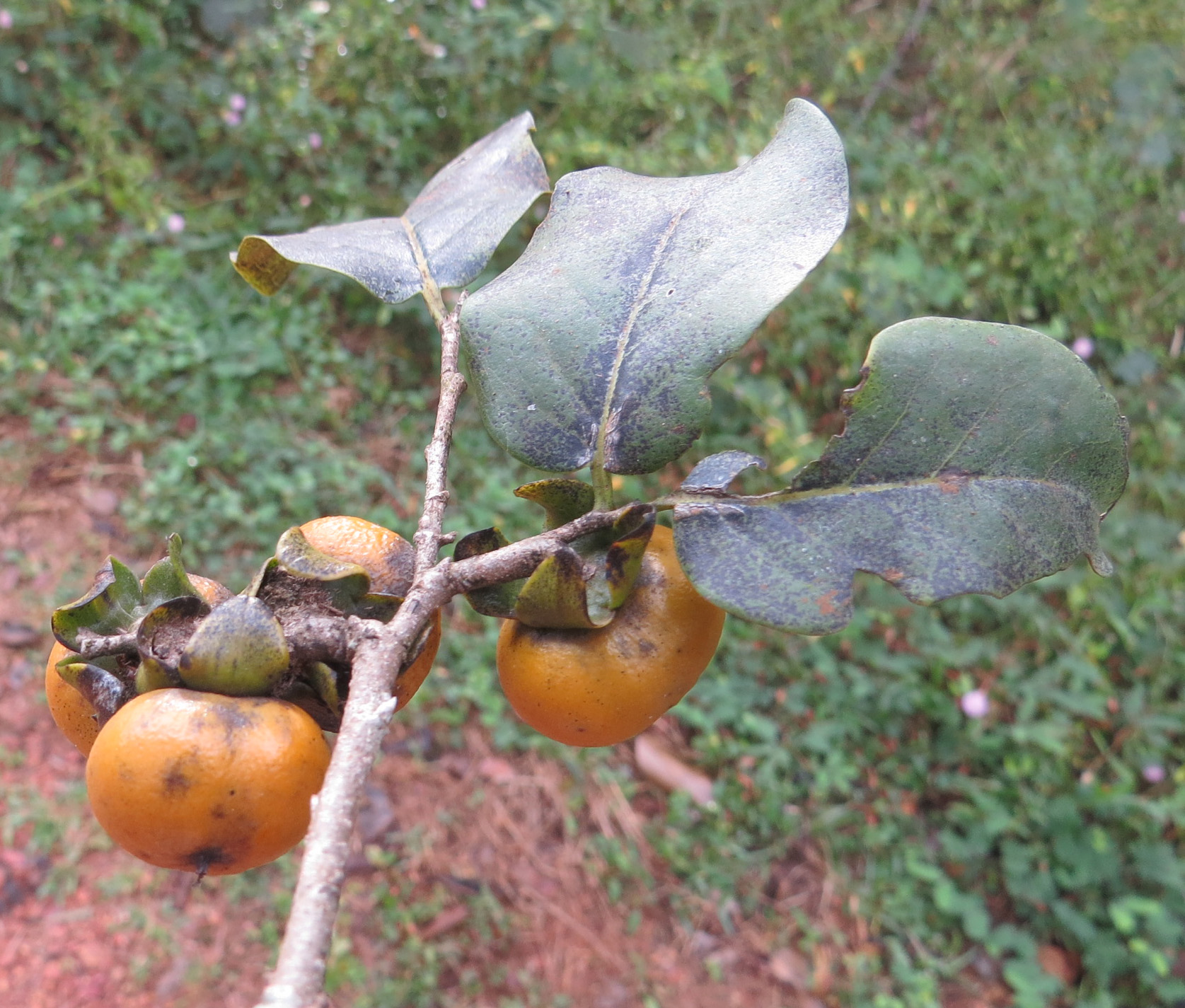
Fruit à maturation en novembre.